# A Beast Wars: Transformers szereplőinek listája
Itt a Beast Wars: Transformers rajzfilmsorozat szereplői vannak összegyűjtve. Mivel magyar szinkron nem készült hozzá, a szereplők eredeti nevei vannak feltüntetve, a rajongói fordítások figyelembe vétele nélkül. Kivételek azok, akik szerepeltek más sorozatban, képregényben, amelynek van hivatalos magyar fordítása.

## Maximalok
- Optimus Primal – Optimusz Fővezér leszármazottja, kutató és felfedező, aki a bestiák háborúja alatt harcedzett csapatvezérré fejlődik. Alternatív alakja az első évadban egy gorilla, robotként képes repülni. A második évadban Transmetal-lá alakul, így elnyer egy harmadik, légdeszkás üzemmódot is. A harmadik évadban ideiglenesen a testébe fogadja az eredeti Optimusz Szikráját, s ezzel az óriási Optimal Optimus-szá változik, aki mellett eltörpülnek társai. Így robotgorilla mellett már terepjáró teherszállítóvá és sugárhajtásos repülőgéppé alakul.
- Rhinox – a csapat technikai szakértője. Feladata általában találmányok készítése és a bázis őrzése. Orrszarvúvá alakul. Buzogányos forgóágyúi és nyers testi ereje, valamint spirituális oldala tették híressé. A sorozatban végig az első testében marad.
- Rattrap – fegyverszakértő, a csapat legkisebb tagja, szája azonban annál nagyobb. Minden helyzetben feltalálja magát, és mindenre tud csípős megjegyzést tenni. Szeszélyes viszonya van Dinobottal, ami később, ha nem is meri bevallani, barátsággá válik. Óriási patkánnyá alakul. A második évadtól kezdve Transmetal robotpatkány lesz. Harmadik, kerekes üzemmódját „Knievel-mód”-nak nevezi.
- Cheetor – a legfiatalabb Maximal. Vad, forrófejű, bizonyítani próbál, emiatt állandóan bajba kerül. A sorozat folyamán egyre érettebbé válik. Jellemzőek rá látomásai és álmai, melyek előrevetítik a jövőt. Eleinte organikus gepárddá alakul, a második évadban röpképes Transmetal lesz, végül Transmetal II-es, biomechanikus gepárd. Ekkor érzelmeket kezd táplálni Blackarachnia iránt, noha eleinte irtózik tőle.
- Dinobot – eredetileg Predakon volt, de a Maximalok mellé szegődött. A legerőszakosabb harcos a jófiúk oldaláról, ugyanakkor az összes szereplő közt a legbecsületesebb, és harc közben nem szeret csalni. Sokan a valaha volt legjobban megírt Transformer karakternek tartják. Velociraptorrá alakul, noha kinézetét a Jurassic Park-os, azaz „téves” raptorokról mintázták. A második évad közepén egymaga száll szembe a teljes Predakon haderővel, megmentve ezáltal azt a völgyet, ahol az ősemberek kifejlődtek. Sérülései azonban súlyosak, s az életét veszti. Később Megatron klónozza őt Dinobot II néven, ő azonban egy egészen más karakter.
- Tigatron – fehér tigris. A természetben érzi magát otthon, gyűlöli a harcot, mégis kénytelen szembeszállni a Predakonokkal, ha a barátai és a természet védelméről van szó.
- Airazor – női Alakváltó. Sólyommá alakul. Közte és Tigatron között szerelmi szál bontakozik ki.
  - Tigerhawk – miután az idegen Vokok elrabolták Tigatront és Airazort, testüket egy hatalmas erejű harcossá egyesítették. Hogy felszabadult a Vok hatása alól, a két Maximal Szikrája is eggyé vált, s Tigerhawk testébe költözött. Tigerhawk tehát Tigatron és Airazor egyesülésének tekinthető, noha a neme sosem tisztázódik. Szárnyas tigrissé alakul, aki képes irányítani a természet erőit. Az utolsó epizódban elpusztul, hála Megatronnak.
- Silverbolt (Ezüstnyíl lenne, ha a légirobottal azonos karakter lenne, de nem az) – egy Fuzor, azaz két állat keveréke. Félig farkas, félig sas mutánssá alakul. A legnemesebb Maximal, becsületessége Dinobotéval vetekszik. Ám amilyen tisztességes, olyan naiv, ezért sokszor veszélyezteti társai erőfeszítéseit. Közte és a Predakon Blackarachnia közt alakul ki a sorozat fő szerelmi szála.
- Depth Charge – csak a harmadik évadban tűnik fel. Nem társul a többi Maximallal, egyedüli feladata megtalálni Rampage-t, akit ő az „X protoform”-nak nevez. Bosszút akar állni rajta, amiért az összes barátjával végzett. Repülővé alakuló, Transmetal ördögrája az állatalakja. A sorozat végén eléri célját, azonban ez az ő megsemmisülésével is jár.

## Predakonok
- Megatron – mániákus, elvetemült vezér, úri modorú, de nagyon fondorlatos is. Rengeteg titkot őriz, és a többi szereplő lépéseit általában mindig előre látja, még saját emberei árulását is. Feladata nemcsak Energon felkutatása, hanem az eredeti Megatron kérésének teljesítése. Az időben visszautazva az Autobotok elpusztítására törekszik, hogy így az elődeié, az Álcáké legyen a Föld fölötti hatalom. Nem áll kapcsolatban az első Megatronnal, egyedül a nevét vette magára. Eleinte lila Tyrannosaurusszá alakul, a második évadtól Transmetal lesz, így képes repülni és beépített görkorcsolyákat is kap. A harmadik évad végén Transmetal II-es, vörös sárkánnyá alakul, mely képes tüzet és jeget okádani.
- Tarantulas – technikus és őrült tudós, a csapat legtitokzatosabb tagja. A kezdettől fogva egy elhagyatott barlangban él, ahol saját terveit követi. Később kiderül, hogy ő nem az Álcák leszármazottja, továbbá végig a Tripredacus Tanács titkosügynöke volt, és mind a Predakonok, mind a Maximalok megsemmisítését tervezte. Emellett ismeri a Vokokat és előre kitalálja, hogy a Föld elpusztítására törekednek. Időnként Blackarachniával társul, azonban mindketten saját célukat követik. Óriási pókká alakul, később Transmetal lesz, így motorkerékpárrá is változhat. A rajzfilm végén saját fegyvere robbantja fel.
- Scorponok – Inferno eljövetele előtt Megatron leghűségesebb alattvalója. Nagyon ostoba, mégis feltalálóként alkalmazzák. Ért a mérgekhez, fegyverekhez. Ahogy a neve mutatja, skorpióvá változik. A második évad elején lávába zuhan, és meghal.
- Terrorsaur – álnok Predakon, aki állandóan Megatron trónfosztását tartja szem előtt. Lényegében ugyanazt a szerepet tölti be, mint az eredeti Transformers sorozatban Üstökös. Vörös, organikus Pteranodonná alakul, azonban az igazi állattal ellentétben fogai is vannak. Scorponokkal együtt hal meg, épp, mikor Transmetal-lá változtak volna.
- Waspinator – az egész rajzfilm elsődleges humorforrása. Waspinator egy ügyefogyott karakter, aki harmadik személyben utal magára, azonban kiváló megfigyelő hírében áll. Jóformán minden epizódban visszatérő poén, hogy valahogy felrobban vagy darabokra hull. Ennek ellenére sosem hal meg igazán. Darázs az alternatív alakja.
- Blackarachnia – női Predakon, habár Maximal protoform volt. Ért a fegyverekhez, a harchoz, a tudományhoz, de elsősorban mások manipulálásához. Titkon mindig Megatron háta mögött szervezkedik. A második évadban szerelem bontakozik ki közte és a Maximal Silverbolt között, mely a sorozat végéig kitart. A harmadik évadban a Maximalok mellé szegődik. Fekete özvegy pókká alakul, később Transmetal II-es robotpókká.
- Inferno – őrült, piromániás karakter, aki egy üzemzavar miatt igazi hangyának képzeli magát. A bázist kolóniának, míg Megatront az ő királynőjének nevezi, és a végletekig hűséges hozzá. A sorozat végén a hatalomtól megrészegült Megatron figyelmetlenségből megsemmisíti őt. Eredetileg Maximal protoform volt.
- Quickstrike – egy Fuzor, állatként egy hatalmas skorpió, kobrafejjel a fullánkja helyén. Vérbeli cowboy, sztereotip Texas-i akcentussal és viselkedésmóddal. Gyengéd érzelmeket táplál Blackarachnia iránt. Vad és kegyetlen, azonban igazából gyenge és ügyetlen. Inferno oldalán leli a vesztét. Maximal protoformként kezdi az életét, de valamitől gonosszá vált.
- Rampage (Dühöngő, de nem ez a Rampage kapta a nevet, ez olyan, mint Silverboltnál) – egy rettenetesen félresikerült Maximal kísérlet eredménye. Üstökös halhatatlan Szikráját próbálták lemásolni, ám az eredmény egy pszichopata, kannibál szörnyeteg lett, amely elpusztította a tudósokat. X protoformnak keresztelték, és az Axalon hajóra tették, azzal a céllal, hogy valahol az űrbe hajítják. A Földön azonban életre kelt, és elszabadult. Megatron a fél Szikráját kioperálta, hogy így tartsa kordában. Szikrája másik felét Dinobot II kapta meg. Rampage ugyan egy ijesztő karakter, van egy gyengéd oldala is, amelyet Transmutate-nek mutat meg. Rezignált, sorsába beletörődő alak. Transmetal rákká alakul, harmadik üzemmódja egy tank. A sorozat végén az őt űző Depth Charge végül elfogja, és Rampage, nem látva kiutat, örömest engedi, hogy végezzen vele. Az így létrejövő robbanás mindkettejükkel végez.
- Dinobot II – az eredeti Dinobot gonosz, Transmetal II-es klónja. Nincs becsületérzéke, lényegében egy pusztító gép, mely teljesen hű Megatronhoz. Miután Rampage elpusztult, Dinobot Szikrája teljes lett, így visszanyerte az eredeti Dinobot lelkét. Végső cselekedetével megvédte Megatrontól egykori Maximal társait.

## Egyéb szereplők
- Chak és Una – két ősember gyermek, akik összebarátkoztak a Maximalokkal. A robotok igyekszenek tanítani őket, hogy elősegítsék az ember kifejlődését. Csak két epizódban szerepelnek.
- Ravage (Romboló) – az eredeti sorozatból jól ismert Álca, Predakon titkosügynökké átépítve. A Tripredacus Tanács küldetését teljesíti, s egy időre a Maximalok szövetségese. Megatron azonban meggyőzi, hogy társuljon vele, teljesítse az ő egykori vezére, az eredeti Megatron kérését. Romboló rögvest átáll, viszont az új szövetség nem hosszú élető, Rattrap egy bombája felrobbantja őt. Akárcsak az eredeti rajzfilmben és képregényben, még mindig egy zenekazettává alakul.
- Vok – földönkívüli lények, akik olyan fejlettek, hogy nincs szükségük testre. Kettő tűnik fel a sorozatban. Ők telepítették az Energonkristályokat a Földre egy kísérlet részeként. Továbbá Stonehenge-szerű építményeket, egy repülő szigetet, és egyéb furcsaságokat helyeztek el a bolygón. Építettek egy mesterséges holdat is, amely vészhelyzet esetén fegyverré alakulva elpusztítja a Földet. Elrabolták Tigatront és Airazort, hogy saját harcosukká, Tigerhawkká tegyék őket, akinek a testébe költöztek. Amikor a Földre jöttek, hogy véget vessenek az Alakváltók tevékenységeinek, Tarantulas előcsalta őket Tigerhawkból. Ezt követően a Vokok az ő testébe szálltak, s Tarantulas felrobbanásával valószínűleg ők is meghaltak. A rajzfilm után íródott képregények egyikében ugyan mind ők, mind pedig több, a rajzfilmben életét vesztett karakter visszatér.
- Starscream (Üstökös) – a Szikrája tűnik fel, amely egy epizódban megszállja Waspinatort. Akárcsak az eredeti rajzfilmben, itt is árulásra törekszik, a Maximalok persze sikeresen megfékezik. A Szikrája az űrbe távozik, hogy tovább utazzon térben és időben.
- Tripredacus Tanács – Predakon hatalmi szerv, mely három tagból (Ramhorn, Sea Clamp, Cicadacon) áll. Ennek ellenére a többi Predakontól eltérően nem az Álcák az őseik. Saját, titkos terveik vannak, melyek nem derülnek ki a sorozatból.
- Transmutate – egy súlyos szellemi és testi fogyatékos Maximal protoform, akit a Föld Energontelepei károsítottak. Nem tud átalakulni, alig működőképes, Rampage ezért is igyekszik magához hívni, mert magára ismer benne, reménytelen helyzetében, kitaszítottságában. A Maximalok oldaláról Silverbolt is rá pályázik, hogy távol tartsa őt a veszélyes Predakonoktól. Transmutate nem bírja tovább a kettejük közti harcot, s végül felrobban. Egy epizódban szerepel.
- Snowstalker – fehér színű nőstény tigris, akiről Tigatron az állat alakját mintázta. Társak egy ideig, míg egy harc során Snowstalker az életét nem veszti. Tigatron ekkor úgy dönt, kilép a háborúból.
- Sentinel – az Axalon űrhajó védőrendszere, melyet Rhinox fejlesztett ki. Több alkalommal is megvédi a hajót, míg a harmadik évadban a Predakonok meg nem szerzik maguknak. Tigerhawk elől viszont még ő sem képes megvédeni új használóit.
- Üstökösön és Rombolón kívül az eredeti rajzfilm néhány egyéb szereplője is feltűnik flashback-ekben, vagy deaktivált testek formájában. Közülük Optimusz Fővezér pár másodpercre magához tér, azonban aztán ismét sztázis zárba kerül, hogy folytassa négymillió éves álmát.
- A rajongók közt Megatron gumikacsája is nagy népszerűségnek örvend. Egy idő után ő is „Transmetal-lá válik”.
- Unikron – Prímusz ősellensége, a ,,bolygófaló". A második évadban elfogja Optimus Primalt és megkínozza.